# Jungermanniaceae
Jungermanniaceae, biljna porodica iz divizije jetrenjarki koja je dobila ime po rodu Jungermannia. Vrste ove porodice raširene su po svim kontinentima

## Rodovi
1. Delavayelloideae Grolle
  1. Delavayella Steph.
  2. Liochlaena Nees
2. Jungermannioideae Dumort.
  1. Eremonotus Lindb. & Kaal. ex Pearson
  2. Jungermannia L.
3. Mesoptychioideae R.M. Schust.
  1. Mesoptychia (Lindb.) A. Evans
4. Alicularia Corda
5. Anomacaulis (R.M. Schust.) R.M. Schust. ex Grolle
6. Aplozia (Dumort.) Dumort.
7. Aporothallus Krassilov
8. Apotomanthus (Spruce) Schiffn.
9. Blepharostomum Gola
10. Cephalolobus R.M. Schust.
11. Coleochila Dumort.
12. Conianthos P. Beauv.
13. Crossogyna (R.M. Schust.) Schljakov
14. Cryptostipula R.M. Schust.
15. Eucalyx (Lindb.) Breidl.
16. Gymnoscyphus Corda
17. Hattoriella (Inoue) Inoue
18. Horikawaella S. Hatt. & Amakawa
19. Leiocolea (Müll. Frib.) H. Buch
20. Lichenastrum Dill.
21. Mesophylla Dumort.
22. Phragmatocolea Grolle
23. Plectocolea (Mitt.) Mitt.
24. Rhodoplagiochila R.M. Schust.
25. Roivainenia Perss.
26. Scaphophyllum Inoue